# Entione achaei
Entione achaei är en kräftdjursart som beskrevs av Giard och Bonnier 1887. Entione achaei ingår i släktet Entione och familjen Entoniscidae.
Artens utbredningsområde är havet utanför Brasilien. Inga underarter finns listade i Catalogue of Life.